# جامعة كوازولو-ناتال
جامعة كوازولو-ناتال (بالإنجليزية: University of KwaZulu-Natal، وبالأفريكانية: Universiteit van KwaZulu-Natal، ويختصر الاسم إلى UKZN) هي جامعة في جنوب أفريقيا يتوزع حرمها بين خمسة مقرات جميعها في مقاطعة كوازولو-ناتال. تكونت في 1 يناير 2004 نتيجة اندماج جامعتي ناتال (تأسست سنة 1910) وديربان-وستفيل (تأسست سنة 1960).

## وصلات خارجية
- الموقع الرسمي للجامعة